# Soemu Toyoda
Soemu Toyoda (豊田 副武, Toyoda Soemu, 22 de maio de 1885 — 22 de setembro de 1957) foi um almirante da Marinha Imperial Japonesa durante a Segunda Guerra Mundial. Como oficial do Estado-Maior e comandante da Frota Combinada, foi um dos responsáveis pelos planejamentos das batalhas navais do Mar das Filipinas e do Golfo de Leyte. Após o conflito, foi detido na Prisão de Sugamo mas foi inocentado de qualquer crime de guerra. Foi considerado um dos oficiais mais inteligentes e capazes da marinha japonesa durante a Segunda Guerra.